# NGC 6186
NGC 6186 је спирална галаксија у сазвежђу Херкул која се налази на NGC листи објеката дубоког неба.
Деклинација објекта је + 21° 32' 29" а ректасцензија 16h 34m 25,4s. Привидна величина (магнитуда) објекта NGC 6186 износи 13,1 а фотографска магнитуда 14,0. NGC 6186 је још познат и под ознакама UGC 10448, MCG 4-39-15, CGCG 138-38, IRAS 16322+2138, PGC 58523.